# Спікули (Сонце)

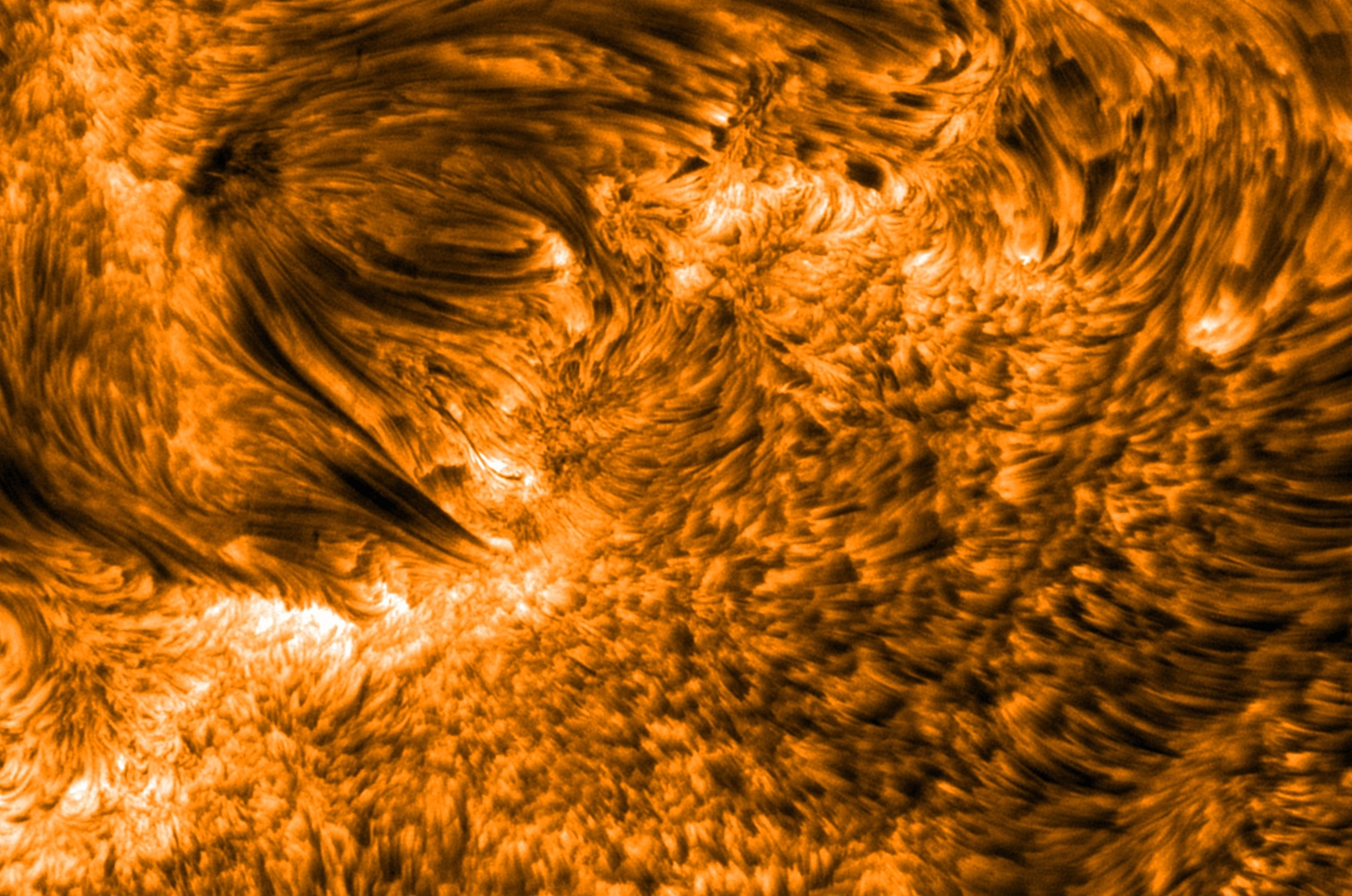

Спі́кули — основний елемент тонкої структури хромосфери Сонця. Були відкриті Анжело Секкі у Ватиканській обсерваторії у 1877 році.
Якщо спостерігати лімб Сонця у світлі певної та строго постійної частоти, то спікули будуть видні як стовпчики газу, що світиться, досить тонкі у сонячних масштабах (діаметром близько 1000 км). Ці стовпчики спочатку піднімаються з нижньої хромосфери на 5 000-10 000 км, а потім падають назад, де затухають. Все це відбувається зі швидкістю близько 20 000 м/с. Спікула живе приблизно 5-10 хв. Кількість спікул, що існують на Сонці одночасно, становить близько 60 000-70 000. Практично всі з них розташовані на кордонах супергранул, тобто саме із спікул складається сітка хромосфери.